# Schwarzer Marlin
Der Schwarze Marlin (Istiompax indica) ist eine Art der Schwertfischartigen in den tropischen Meeresregionen des Indopazifiks.

## Verbreitung
Der Schwarze Marlin kommt in den tropischen und subtropischen Gewässern des Indischen Ozeans und Pazifiks in Oberflächennähe bis zu mehr als 900 Metern Tiefe vor; gelegentlich wird er auch in gemäßigten Breiten beobachtet. Einzelne Exemplare wandern mitunter um das Kap der Guten Hoffnung in den Atlantik, ohne dort aber eine Population zu bilden.

## Merkmale
Der Körper des Schwarzen Marlins ist länglich und seitlich kaum zusammengedrückt; der Oberkiefer bildet einen kräftigen, nicht sehr langen Speer. Gegenüber dem Blauen Marlin, der im selben Habitat vorkommt, ist der Schwarze Marlin in seiner Körperform gedrungener und sein Speer kürzer und wuchtiger. Der Fisch besitzt zwei Rückenflossen, von denen die vordere am Vorderende am höchsten ist, aber nicht die Höhe des Rumpfes erreicht. Die Brustflossen sind sichelförmig; als wesentliches Unterscheidungsmerkmal zum Blauen Marlin sind sie kaum beweglich und können nicht an den Körper angelegt werden. Die kleinen Schuppen sind in die Haut eingebettet und besitzen 1 oder 2 scharfe Spitzen. Die Haut ist an der Oberseite schwarzblau, an der Unterseite silbrigweiß, die vordere Rückenflosse ist fast schwarz, die anderen Flossen eher dunkelbraun. Als Zeichnung treten gelegentlich hellblaue, senkrechte Streifen auf, die meisten Exemplare sind aber ungezeichnet.
Weibliche Exemplare werden normalerweise bis 650 kg schwer, es wurden aber schon Exemplare bis zu 4,65 m Länge und 750 kg Masse gefangen.

## Lebensweise
Gewöhnlich hält sich der Schwarze Marlin im warmen Wasser (15–30 °C) in Oberflächennähe auf, häufig in Landnähe oder bei Riffen, wo er sich von Fischen, Tintenfischen und großen Krebsen ernährt, wobei er kleine Thunfische bevorzugt.

## Systematik
Der Schwarze Marlin gehörte lange Zeit zur Gattung Makaira und wurde erst nach einer jüngsten Revision der Schwertfischartigen in die monotypische Gattung Istiompax gestellt, die die Schwestergattung von Kajikia (Weißer Marlin (K. albidus) und Gestreifter Marlin (K. audax)) bildet.

## Fischerei
Der Schwarze Marlin ist wegen seiner spektakulären Fluchten und Sprünge bei den Sportfischern einer der begehrtesten Großfische. Nicht selten werden diese Fische in Riffnähe gehakt. Auch für den kommerziellen Fischfang ist er von Bedeutung und wird in Japan als Sashimi zubereitet.